# Tadeusz Gałkowski

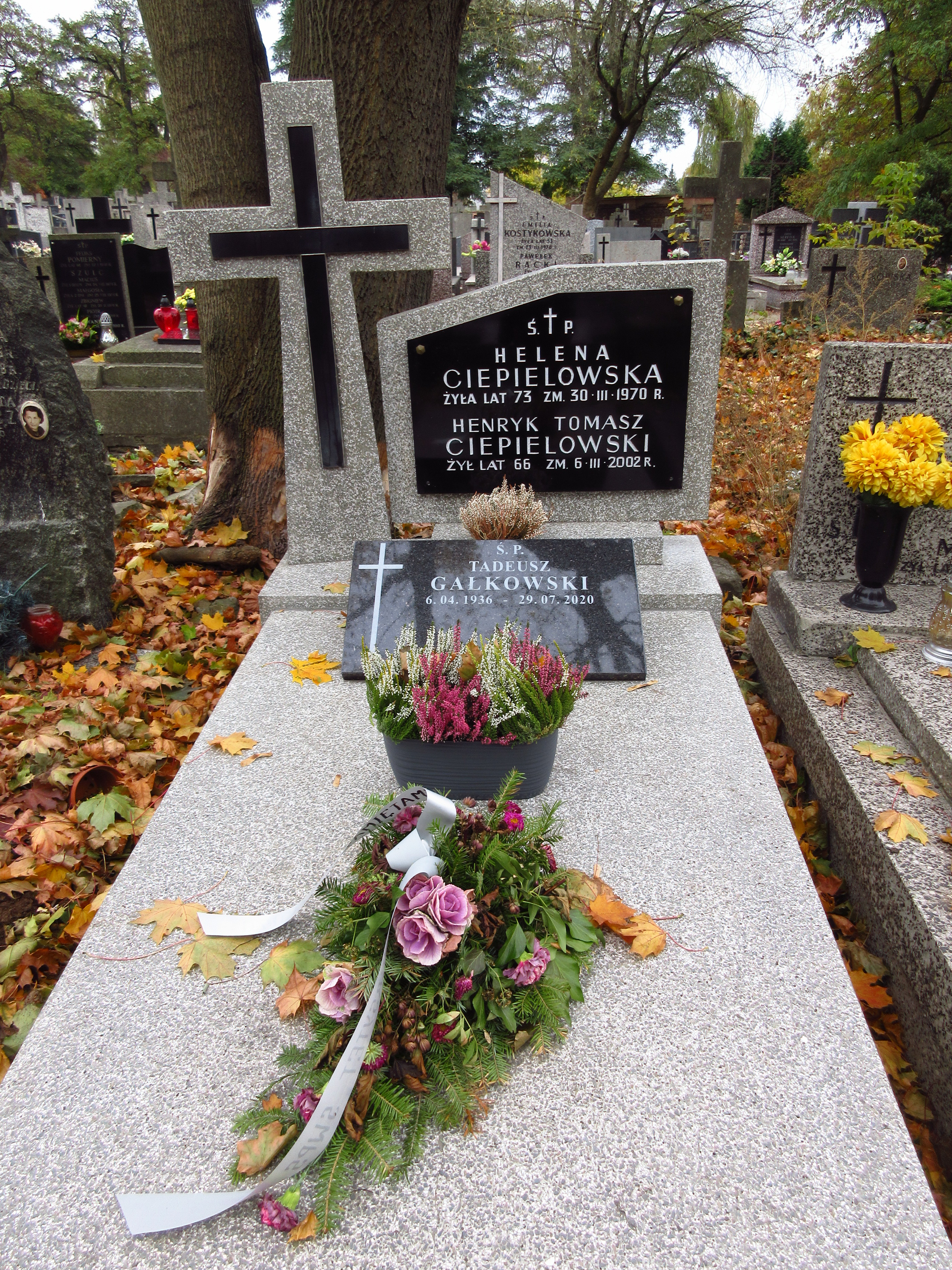
Grób profesora Tadeusza Gałkowskiego na Cmentarzu Bródnowskim.

Tadeusz Stanisław Gałkowski (ur. 6 kwietnia 1936 w Częstochowie, zm. 29 lipca 2020) – polski psycholog, profesor nauk humanistycznych, pracownik naukowy Wydziału Psychologii Uniwersytetu Warszawskiego, członek Zakładu Psychologii Rehabilitacyjnej zajmujący się psychologicznymi podstawami komunikacji z głuchymi oraz autyzmem.

## Życiorys
Studia wyższe z zakresu filozofii chrześcijańskiej ukończył w 1957 roku na Katolickim Uniwersytecie Lubelskim. W roku 1969 uzyskał stopień doktora na Wydziale Filozoficzno-Historycznym Uniwersytetu Jagiellońskiego. Promotorką pracy była Lidia Geppert. Na Wydziale Pedagogiki i Psychologii Uniwersytetu Marii Curie-Skłodowskiej uzyskał stopień doktora habilitowanego w 1974 roku. W roku 1983 uzyskał tytuł naukowy profesora nauk humanistycznych. 
W latach 1984–1987 pełnił funkcję prodziekana Wydziału Psychologii Uniwersytetu Warszawskiego.
Wśród wypromowanych przez niego doktorów znaleźli się: Janusz Kirenko (1988), Ewa Zwolińska (1988), Ewa Pisula (1992), Bogdan Szczepankowski (1993), Jolanta Baran (1995), Jacek Błeszyński (1996), Stanisława Mihilewicz (1996), Zdzisław Kurkowski (1996), Małgorzata Sekułowicz (1997), Dorota Podgórska-Jachnik (1999), Piotr Tomaszewski (2004). 
Współpracował z Narodowym Instytutem Zdrowia i Badań Medycznych (INSERM) we Francji oraz z Ośrodkiem Badań Głuchych w Wielkiej Brytanii. Członek Komitetu Psychologii PAN.
Pochowany na cmentarzu Bródnowskim w Warszawie (kwatera 43L-4-26).

## Wybrane publikacje
- Gałkowski, T. (1972 i 1979). Dzieci specjalnej troski. Warszawa: Wiedza Powszechna.
- Gałkowski, T. (1973). Rehabilitacja dzieci głuchych w wieku przedszkolnym. Warszawa: ATK.
- Gałkowski, T., Kaiser-Grodecka, I., Smoleńska, J. (1976, 1978, 1989). Psychologia dziecka głuchego. Warszawa: PWN.
- Gałkowski, T. (1977). Rozwijanie zdolności dziecka. Lublin, UMCS.
- Gałkowski, T. (1994). Developpement et eduction des enfants sourds et malentendants. Paris.
- Gałkowski, T., Pisula, E. (red.) (2006). Psychologia rehabilitacyjna. Wybrane zagadnienia. Warszawa: Wydawnictwo Instytutu Psychologii PAN.[6]